# Serriera
Serriera (korziško Sarrera) je naselje in občina v francoskem departmaju Corse-du-Sud regije - otoka Korzika. Leta 2010 je naselje imelo 118 prebivalcev.

## Geografija
Kraj leži v zahodnem delu otoka Korzike nad zalivom Porto, 85 km severno od središča Ajaccia.

## Uprava
Občina Serriera skupaj s sosednjimi občinami Cargèse, Cristinacce, Évisa, Marignana, Osani, Ota, Partinello in Piana sestavlja kanton Deux-Sevi s sedežem v Piani. Kanton je sestavni del okrožja Ajaccio.